# Hermanas de la Caridad de Lovere
La Congregación de Hermanas de la Caridad de las Santas Bartolomea Capitanio y Vincenza Gerosa (oficialmente en latín: Congregatio Sororum Caritatis in Oppido Luere) es un congregación religiosa católica femenina, de vida apostólica y de derecho pontificio, fundada en 1832 por las religiosas italianas Bartolomea Capitanio y Vincenza Gerosa, en Lovere. A las religiosas de este instituto se les conoce como hermanas de la caridad de Lovere, también como hermanas de María Niña o simplemente como vicencianas o vicentinas de Lovere. Sus miembros posponen nombres las siglas S.C.C.G.

## Historia

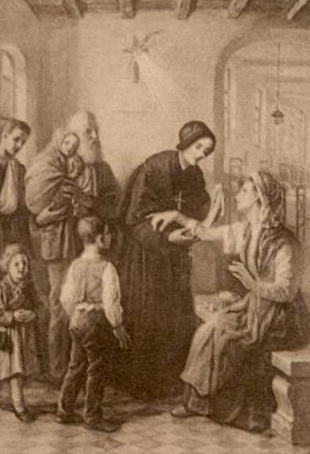
Vincenza Gerosa (1804-1858), una de las fundadoras de la congregación, es venerada como santa en la Iglesia católica.

La congregación fue fundada en Lovere (Italia), el 21 de noviembre de 1832, por las religiosas Bartolomea Capitanio y Vincenza Gerosa, con el fin de ayudar a los enfermos y educar a las niñas. Bartolomea murió pocos meses después de la fundación, por lo que la dirección de la obra quedó en manos de Vincenza, quien recibió la ayuda de su director espiritual Angelo Bosio. Este sacerdote escribió para las religiosas unas constituciones basadas en las de las Hermanas de la Caridad de Santa Juana Antida Thouret, ya que inicialmente estuvieron unidas a esta congregación. El papa Gregorio XVI, mediante breve Multa inter pia, del 5 de julio de 1840, permitió que la casa de Lovere se constituyera en congregación autónoma. En 1884, el instituto adoptó el nombre de Hermanas de María Niña por la estatua que conservan en la casa madre.
Entre las religiosas de la congregación destacan las fundadoras Bartolomea Capitanio y Vincenza Gerosa, ambas veneradas como santas en la Iglesia católica.

## Organización
La Congregación de Hermanas de la Caridad de las Santas Bartolomea Capitanio y Vincenza Gerosa es un instituto religioso de derecho pontificio y centralizado, cuyo gobierno es ejercido por una superiora general, pertenecen a la familia vicentina y su sede central se encuentra en Milán (Italia).
Las hermanas de María Niña se dedican a la educación e instrucción cristiana de la juventud, a algunas obras de promoción social y a la atención de enfermos. En 2017, el instituto contaba con 4.010 religiosas y 308 comunidades, presentes en Argentina, Bangladés, Birmania, Brasil, Egipto, España, Estados Unidos, India, Israel, Italia, Japón, Nepal, Reino Unido, Rumanía, Perú, Tailandia, Turquía, Uruguay, Zambia y Zimbabue.